# Viseu
Viseu (IPA [vi'zeu]) este un oraș și, în același timp, centrul administrativ al districtului omonim din Regiunea Nordică a Portugaliei.